# Бирюля (приток Маймы)
Бирюля́ (Куру-Айры) — река в России, протекает по Майминскому району Республики Алтай. Устье реки находится в 39 км от устья реки Маймы по левому берегу. Длина реки составляет 16 км. Образуется при слиянии речек Карача и Ярунду.

## Притоки
- Тулугон[3] (левый)
- Карасучек[3] (левый)
- Акая[3] (левый)
- Кызылташ[3] (левый)
- Пихтовый[3] (правый)

## Данные водного реестра
По данным государственного водного реестра России относится к Верхнеобскому бассейновому округу, водохозяйственный участок реки — Катунь, речной подбассейн реки — Бия и Катунь. Речной бассейн реки — (Верхняя) Обь до впадения Иртыша.
Код объекта в государственном водном реестре — 13010100312115100007166.